# 印第安納州第七國會選區
印第安納州第七國會選區（英語：Indiana's 7th congressional district）是美国印第安纳州的九個國會選區之一，始於1833年，2013年起位於該州的中部，包括州府印第安納波利斯大部份地區。
該選區在近年總統選舉方面一直支持民主黨，在眾議員選舉方面一直是共和、民主兩黨之爭，自2003起當區眾議員一直都是民主黨人。現任當區議員是自2009年代表本區的、民主黨的安德烈·卡森。他是聯邦眾議院第二位穆斯林議員。